# التقادم المسقط

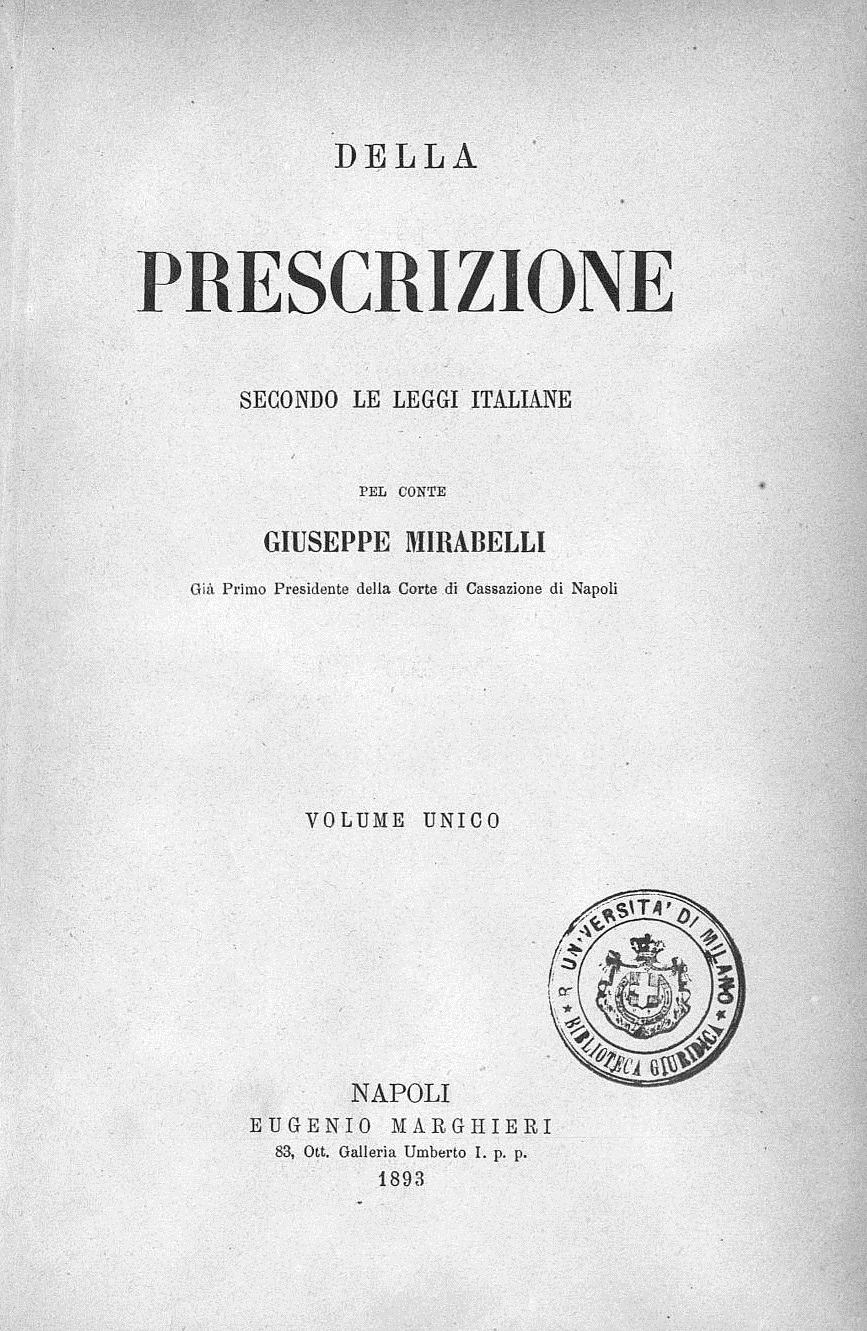
ميرابيل جوزيبي- من الوصفة الطبية وفقا للقوانين الإيطالية لعام 1893

قوانين التقادم هي القوانين التي تصدرها الهيئات التشريعية في القانون العام لتعيين مدة الوقت الأقصى لبدء أي إجراءات قانونية بعد حادثة. عندما تمر الفترة الزمنية المحددة لقانون التقادم، لا يمكن رفع دعوى قضائية، أو إن تم رفعها مسبقاً بأنها عرضة للطعن فيعد بذلك القائم بالدعوى متخلي‍‍اً من تلقاء نفسه وحقه ساقط بمرور المدة الزمنية المحددة في القانون ومثال ذلك مرور أجل الإستئناف أو سقوط حق القيام بدعوى الشفعة أو سقوط دعاوي الشغلية.
هناك نوعان من التقادم: التقادم المسقط والتقادم المكسب.

## التقادم المسقط
التقادم المسقط هي قوانين تصدرها الهيئات التشريعية في القانون العام لتعيين مدى الوقت الأقصى لبدء أي إجراءات قانونية بعد حادثة. عندما تمر الفترة الزمنية المحددة لقانون التقادم، لا يمكن رفع دعوى قضائية، أو إن تم رفعها مسبقاً فإنها عرضة للطعن.وهي مدة زمانية محددة من قبل القانون يسقط الحق بسقوطها وانتهاء زمانها فلا يمكن رفع دعوى أو مطالبة بحق أو ملكية فهي تنازل عن الحق بمرور الزمن ومثالها تقادم أجال الحوز[ما هي؟]
```
وانتهاء أجال الطعن بالإستئناف أو مرور أجال الطعن في الدعاوى الشغلية أو سقوط حق الشفعة وغيرها.
[
2
]
```

## التقادم المكسب
التقادم المكسب: هو سبب من أسباب كسب الملكية والحقوق العينية الأصلية قائم على حيازة ممتدة فترة من الزمان يحددها القانون.